# République du Maryland
1854–1857
Entités suivantes :
- Liberia

Ne doit pas être confondu avec Maryland.
La république du Maryland (aussi connu sous le nom d'État indépendant du Maryland) est un État afro-américain ayant existé de 1854 à 1857, avant d'être annexé par l'actuel Liberia.
La région fut d'abord colonisée en 1834 par des afro-américains nés libres, et des esclaves afro-américains affranchis venant principalement de l'État américain du Maryland, sous la direction de la société de colonisation (Maryland State Colonization Society (en), « Société de Colonisation de l'État du Maryland »). En 1838, d'autres colonies afro-américaines sont réunies dans le Commonwealth du Liberia, qui déclare son indépendance en 1847. La société de colonisation souhaitant maintenir son monopole sur le commerce de la région, le Maryland reste en dehors de cette réunion. Le 2 février 1841, le Maryland en Afrique devient l'État du Maryland. Après un référendum en 1853, l'État déclare son indépendance le 29 mai 1854, avec comme capitale Harper.

## Histoire
En décembre 1831, l'Assemblée législative de l'État du Maryland affecte 10 000 dollars pendant 26 ans, pour le transports gratuit des Noirs libres et des anciens esclaves des États-Unis vers l'Afrique. La Maryland State Colonization Society est créée à cet effet.

### Colonisation du Cap des Palmes
À l'origine branche de l’American Colonization Society, qui avait fondé le Liberia en 1822, la Maryland State Colonization Society décide d'établir sa propre colonie qui pourrait accueillir ses émigrés. La première zone de colonisation est le Cap des Palmes (Cap Palmas en anglais), en 1834, qui se trouve un peu au sud du Liberia. Le Cap des Palmes est une petite péninsule rocheuse reliée au continent par isthme sableux. Immédiatement à l'ouest de la  péninsule, se trouve l'estuaire du fleuve Hoffman. À environ 21 km, le long de la côte à l'est, le fleuve Cavally, qui marque la frontière entre le Liberia et la Côte d'Ivoire, se jette dans l'océan. Il marque la limite ouest du golfe de Guinée, selon l'Organisation hydrographique internationale.

### John Brown Russwurm
En 1836, la colonie nomme son premier gouverneur noir, John Brown Russwurm (1799-1851), qui le restera jusqu'à sa mort. Russwurn encourage l'immigration des Afro-américains à Maryland, et soutient l'agriculture et le commerce. Il commence à travailler comme secrétaire de la colonie pour l'American Colonization Society entre 1830 et 1834. Il travaille également en tant que rédacteur en chef du Liberia Herald, mais il démissionne de son poste en 1835, pour protester contre les politiques de colonisation de l'Afrique par l'Amérique.
En 1847, la Maryland State Colonization Society publie la Constitution and Laws of Maryland in Liberia (Constitution et lois du Maryland au Liberia), basée sur la Constitution des États-Unis. 

### Déclaration d'indépendance, et annexion par le Liberia
Le 29 mai 1854, l'État du Maryland déclare son indépendance, se nommant Maryland au Liberia, et ayant comme capitale la ville de Harper. Il était aussi connu sous le nom de république du Maryland. Il s'étendait le long de la côte, entre le Grand Cess et la rivière San Pedro. Cependant, la république du Maryland ne survit que trois ans comme État indépendant.
Peu de temps après, les tribus locales, y compris les Grebo et les Kru, attaquent l'État du Maryland, en représailles à l'interruption de la traite des esclaves. Dans l'impossibilité de maintenir sa propre défense, le Maryland appelle le Liberia à l'aide, son voisin beaucoup plus puissant. Le président libérien, Joseph Jenkins Roberts, envoie une aide militaire, et une alliance entre les troupes des milices du Maryland et du Liberia réussit à repousser les hommes des tribus locales. Toutefois, il est devenu clair que la république du Maryland ne peut pas continuer en tant qu'État indépendant. Un référendum est organisé, et la république du Maryland est annexée par le Liberia, le 6 avril 1857. L'ancienne république est actuellement le comté de Maryland.

## Gouverneurs de Maryland en Afrique
(Les dates en italique indiquent la poursuite de facto du mandat)
| Durée du mandat                         | Titulaire                                                                                 |
| --------------------------------------- | ----------------------------------------------------------------------------------------- |
| 12 février 1834                         | Fondation de la colonie du Maryland en Afrique par la Maryland State Colonization Society |
| 12 février 1834 à février 1836          | James Hall, gouverneur                                                                    |
| Février 1836 au 1er juillet 1836        | Oliver Holmes, Jr., gouverneur                                                            |
| 1er juillet 1836 au 28 septembre 1836   | Three-Man Committee (Comité des trois hommes)                                             |
| 28 septembre 1836 au 2 février 1841     | John Brown Russwurm, gouverneur                                                           |
| État du Maryland au Liberia             |                                                                                           |
| 2 février 1841 à 9 juin 1851            | John Brown Russwurm, gouverneur                                                           |
| 9 juin 1851 à 1852                      | Samuel Ford McGill, gouverneur (intérim)                                                  |
| 1852 au 29 mai 1854                     | Samuel Ford McGill, gouverneur                                                            |
| État indépendant du Maryland au Liberia |                                                                                           |
| 29 mai 1854 au 8 juin 1854              | Samuel Ford McGill, gouverneur                                                            |
| 8 juin 1854 à avril 1856                | William A. Prout, gouverneur                                                              |
| Avril 1856 au 18 mars 1857              | Boston Jenkins Drayton, gouverneur                                                        |
| 18 mars 1857                            | Annexion de la république du Maryland par le Liberia                                      |